# Бали
Бали је индонежанско острво које се налази између острва Јава на западу и Ломбока на истоку. Он је једна од 33 провинције Индонезије са провинцијским средиштем Денпасаром (491.500 становника 2002) који се налази на југу острва. На острву већински део становништва чине индонежански хиндуисти који иначе представљају мањину у држави. Бали данас представљају популарно туристичко одредиште, локално становништво живи и ради од туризма, поред пољопривреде, на Балију је присутан велики број хотела и летовалишта, јер острво посете милиони туриста годишње. Острво је богато рибом, пиринчем, кокосовом палмом, бананама, ананасом, какаом, кафом, памуком и дуваном, па је то роба коју највише извози.

## Историја
Први Европљанин на Балију био је Холанђанин Корнелис де Хаутман (хол. Cornelis de Houtman), који је на Бали дошао 1597. године. Домаћи кнезови су се опирали према холандским колонизаторима, који су их покорили после жестоких борби тек 1849. године. Током Другог светског рата Јапанци су заузели Бали. Након што је 1949. Холандија признала индонезијску независност, Бали је 1950. године престао бити део Холандије и постао једна од провинција Индонезије (1950).
Туризам на Балију је почео се развијати крајем 1960-их, када су Европљани и други странци приметили природне лепоте и чисте плаже са белим песком и светлоплавим морем. Тада су се почели градити први хотели и летовалишта на острву. Бали одликује топла екваторијална клима и температура током целе године никада није испод 23 степена и изнад 37 степени, због тога туристичка сезона трајем током целе године.

## Демографија
| 1971.     | 1980.     | 1990.     | 1995.     | 2000.     | 2010.     |
| --------- | --------- | --------- | --------- | --------- | --------- |
| 2,120,322 | 2,469,930 | 2,777,811 | 2,895,649 | 3,146,999 | 3,890,757 |